# Lights of Magdala
(The) Lights of Magdala is een lied van songwriter Larry Murray dat in 1973 voor het eerst werd uitgebracht door June Carter Cash. Het verscheen op de B-kant van haar single Follow me. De achtergrondstem werd gezongen door Countryzanger Johnny Cash met wie ze toen al getrouwd was.
Lights of Magdala werd verschillende malen gecoverd, zoals door Kris Kristofferson (op het album Spooky lady's sideshow, 1974), The Cats (op We wish you a merry Christmas, 1975), het Amerikaanse duo Mark Kozelek en Hannah Marcus (Don't let the bastards get you down - A tribute to Kris Kristofferson, 2002), Johnny Cash (op Personal file, 2006) en 3JS (Acoustic Christmas, 2014).
Magdala in het lied verwijst naar de Bijbelse plaats Magdala aan het Meer van Tiberias (Sea of Galilee) in Galilea.